# Joakim Stymne
Bengt Joakim Stymne, född 1959, är en svensk ämbetsman. Han var statssekreterare 2006–2014, generaldirektör för Statens tjänstepensionsverk 2015–2017 och tillträdde i december 2017 som generaldirektör för Statistiska centralbyrån.
Stymne har en magisterexamen i nationalekonomi från Harvard University 1988 och en civilekonomexamen från Handelshögskolan i Stockholm 1985. Han var ämnessakkunnig vid Statsrådsberedningen 1992-1994, chefsekonom vid Alfred Berg fondkommission 1993–2003, redaktör för tidskriften Initierat 2003 och chefsekonom på Kaupthing Bank Sweden 2004-2006.
Han var statssekreterare hos Gunilla Carlsson vid Utrikesdepartementet 2006–2011 och ansvarade för internationellt utvecklingsarbete samt Öst- och Centraleuropasamarbetet. Den 31 mars 2011 lämnade han med omedelbar verkan tjänsten efter en dispyt med Carlsson.
Kort därefter i november 2011 tillträdde han tjänsten som statssekreterare hos kulturminister Lena Adelsohn Liljeroth. Han lämnade denna befattning efter alliansens valförlust 2014. 
Han var generaldirektör för Statens tjänstepensionsverk 2015–2017. Stymne tillträdde som generaldirektör för Statistiska centralbyrån 11 december 2017.